# Ahmat Fatime
Ahmat Darkou Fatime (ur. 1 grudnia 1995) – czadyjska zapaśniczka walcząca w stylu wolnym. Piąta na mistrzostwach Afryki w 2016. Trzecia na igrzyskach frankofońskich w 2013 roku.